# Philadelphus henryi
Philadelphus henryi är en hortensiaväxtart som beskrevs av Emil Bernhard Koehne. Philadelphus henryi ingår i släktet schersminer, och familjen hortensiaväxter. Utöver nominatformen finns också underarten P. h. cinereus.